# جایزه انجمن جلوه‌های بصری برای جلوه‌های بصری پشتیبانی برجسته در یک فیلم بلند
جایزه انجمن جلوه‌های بصری برای جلوه‌های بصری پشتیبانی برجسته در یک فیلم بلند (انگلیسی: Visual Effects Society Award for Outstanding Supporting Visual Effects in a Feature Motion Picture) یکی از جوایز سالانه انجمن جلوه‌های بصری است که از سال ۲۰۰۲ شروع شده‌است.